# مولبيري
مولبيري (بالإنجليزية: Mulberry, Arkansas)‏ هي مدينة تقع في مقاطعة كروفورد، أركنسو بولاية أركنساس في الولايات المتحدة. تبلغ مساحة هذه المدينة 20.1 (كم²)، وترتفع عن سطح البحر 123 م، بلغ عدد سكانها 1627 نسمة في عام 2000 حسب إحصاء مكتب تعداد الولايات المتحدة.

## التركيبة السكانية
حدّد مكتب تعداد الولايات المتحدة بيانات التركيبة السكانية لمولبيري في تعداد الولايات المتحدة. في ما يلي، التركيبة السكانية حسب تعدادي 2000 و2010.

### تعداد عام 2000
بلغ عدد سكان مولبيري 1,627 نسمة بحسب تعداد عام 2000، وبلغ عدد الأسر 669 أسرة وعدد العائلات 472 عائلة مقيمة في المدينة. في حين سجلت الكثافة السكانية 79.1 نسمة لكل كيلومتر مربع (204.9/ميل2). وبلغ عدد الوحدات السكنية 743 وحدة بمتوسط كثافة قدره 36.1 لكل كيلومتر مربع (93.5/ميل2).
وتوزع التركيب العرقي للمدينة بنسبة 96.19% من البيض و0.06% من الأمريكيين الأفارقة و2.64% من الأمريكيين الأصليين و0.25% من الأمريكيين ذوي الأصول الآسيوية و0.86% من عرقين مختلطين أو أكثر و0.92% من الهسبانيون أو اللاتينيون من أي عرق.
بلغ عدد الأسر 669 أسرة كانت نسبة 31.5% منها لديها أطفال تحت سن الثامنة عشر تعيش معهم، وبلغت نسبة الأزواج القاطنين مع بعضهم البعض 56.4% من أصل المجموع الكلي للأسر، ونسبة 9.9% من الأسر كان لديها معيلات من الإناث دون وجود شريك،  بينما كانت نسبة 4.3% من الأسر لديها معيلون من الذكور دون وجود شريكة وكانت نسبة 29.4% من غير العائلات. تألفت نسبة 26.3% من أصل جميع الأسر من عدة أفراد يعيشون في نفس المنزل ونسبة 15.8% كانت تتألف من شخص يعيش بمفرده يبلغ من العمر 65 عاماً أو أكثر. وبلغ متوسط حجم الأسرة المعيشية 2.37، أما متوسط حجم العائلات فبلغ 2.83.
بلغ العمر الوسطي للسكان 38.7 عاماً. وكانت نسبة 23.3% من القاطنين تحت سن الثامنة عشر، وكانت نسبة 8% بين الثامنة عشر والرابعة والعشرين عاماً، ونسبة 25.9% كانت واقعةً في الفئة العمرية ما بين الخامسة والعشرين والرابعة والأربعين عاماً، ونسبة 23% كانت ما بين الخامسة والأربعين والرابعة والستين، ونسبة 17% كانت ضمن فئة الخامسة والستين عاماً فما فوق. يوجد لكل 100 أنثى 95.9 ذكر، ويوجد لكل 100 أنثى في الثامنة عشر من عمرها فما فوق 88.1 ذكر.
بلغ متوسط دخل الأسرة في المدينة 27,197 دولارًا، أما متوسط دخل العائلة فبلغ 32,321 دولارًا. وكان متوسط دخل الذكور 28,281 دولارًا مقابل 17,734 دولارًا للإناث. وسجل دخل الفرد الخاص بالمدينة 14,204 دولارًا. وكانت نسبة 14.9% من العائلات ونسبة 19.9% من السكان تحت خط الفقر، وكان من هؤلاء نسبة 24.9% تحت سن الثامنة عشر ونسبة 19.9% في الخامسة والستين من العمر وما فوق.

### تعداد عام 2010
بلغ عدد سكان مولبيري 1,655 نسمة بحسب تعداد عام 2010، وبلغ عدد الأسر 671 أسرة وعدد العائلات 462 عائلة مقيمة في المدينة. في حين سجلت الكثافة السكانية 80.5 نسمة لكل كيلومتر مربع (208.5/ميل2). وبلغ عدد الوحدات السكنية 765 وحدة بمتوسط كثافة قدره 37.2 لكل كيلومتر مربع (96.3/ميل2).
وتوزع التركيب العرقي للمدينة بنسبة 96.25% من البيض و0.66% من الأمريكيين الأفارقة و1.69% من الأمريكيين الأصليين و0.06% من الأمريكيين ذوي الأصول الآسيوية و0.30% من الأعراق الأخرى و1.03% من عرقين مختلطين أو أكثر و1.99% من الهسبانيون أو اللاتينيون من أي عرق.
بلغ عدد الأسر 671 أسرة كانت نسبة 30.1% منها لديها أطفال تحت سن الثامنة عشر تعيش معهم، وبلغت نسبة الأزواج القاطنين مع بعضهم البعض 51.6% من أصل المجموع الكلي للأسر، ونسبة 11.2% من الأسر كان لديها معيلات من الإناث دون وجود شريك،  بينما كانت نسبة 6.1% من الأسر لديها معيلون من الذكور دون وجود شريكة وكانت نسبة 31.1% من غير العائلات. تألفت نسبة 26.4% من أصل جميع الأسر من عدة أفراد يعيشون في نفس المنزل ونسبة 11.9% كانت تتألف من شخص يعيش بمفرده يبلغ من العمر 65 عاماً أو أكثر. وبلغ متوسط حجم الأسرة المعيشية 2.41، أما متوسط حجم العائلات فبلغ 2.87.
بلغ العمر الوسطي للسكان 40.4 عاماً. وكانت نسبة 23.6% من القاطنين تحت سن الثامنة عشر، وكانت نسبة 7.1% بين الثامنة عشر والرابعة والعشرين عاماً، ونسبة 24.9% كانت واقعةً في الفئة العمرية ما بين الخامسة والعشرين والرابعة والأربعين عاماً، ونسبة 26.7% كانت ما بين الخامسة والأربعين والرابعة والستين، ونسبة 17.7% كانت ضمن فئة الخامسة والستين عاماً فما فوق. وتوزع التركيب الجنسي للسكان بنسبة 49.4% ذكور و50.6% إناث.

## وصلات خارجية
- The US50 - Cities and Towns in Arkansas State
- 2012 United States Census Estimate